# D.S.C. NOW!
D.S.C. NOW! ist eine Studio-LP der Dutch Swing College Band von 1969. 

## Hintergrund
Auf dieser LP wurde der Klarinettist/Saxophonist Bob Kaper als neues Mitglied vorgestellt. Kaper half seit 1966 in der Dutch Swing College Band aus und wurde 1969 Mitglied der Band. 1990 wurde er nach dem Tod Peter Schilperoorts mit der Leitung der Band beauftragt. Kaper ist das einzige Mitglied aus der Besetzung auf dieser LP, das 2019 noch der Band angehörte.

## Titelliste
| #  | Titel                                                             | Länge |
|    | Seite 1                                                           | Länge |
| -- | ----------------------------------------------------------------- | ----- |
| 1. | Since My Best Girl Turned Me Down (Ray Ludwig, Howdy Quicksell)   | 3:10  |
| 2. | Jeep’s Blues (Johnny Hodges, Duke Ellington)                      | 3:59  |
| 3. | Ole Miss (W. C. Handy)                                            | 4:25  |
| 4. | Davenport Blues (Bix Beiderbecke)                                 | 3:10  |
| 5. | Dog House Blues (Gerald V. Casale, Mark Mothersbaugh, Bob Casale) | 3:10  |
| 6. | The Eel (Bud Freeman)                                             | 3:24  |
|    | Seite 2                                                           | Länge |
| 1. | Eccentric (J. Russel Robinson)                                    | 2:23  |
| 2. | Mon homme (Maurice Yvain)                                         | 4:13  |
| 3. | Shake It and Break It (Lou Chiha)                                 | 3:03  |
| 4. | Gee, Baby, Ain’t I Good to You (Don Redman)                       | 2:58  |
| 5. | Light-Hearted Banjo Strings (Arie Ligthart)                       | 2:32  |
| 6. | Sweet Georgia Brown (Kenneth Casey, Ben Bernie, Maceo Pinkard)    | 3:35  |